# Małgorzata Smoleńska-Kwiatkowska
Małgorzata Kwiatkowska z domu Smoleńska (ur. 17 września 1950 w Łodzi) – polska koszykarka, mistrzyni i reprezentantka Polski, była zawodniczka Łódzkiego Klubu Sportowego.

## Życiorys
Jest wychowanką ŁKS Łódź, przez całą karierę była związana z tym klubem, jej trenerem był Józef Żyliński. W 1965 została wicemistrzynią Polski drużyn szkolnych. W ekstraklasie debiutowała w sezonie 1965/1966, czterokrotnie zdobyła mistrzostwo Polski (1967, 1972, 1973, 1974), czterokrotnie wicemistrzostwo Polski (1966, 1968, 1971, 1975), dwukrotnie brązowy medal mistrzostw Polski (1969, 1976). Zakończyła karierę w 1976.
Z reprezentacją Polski juniorek wystąpiła na mistrzostwach Europy w 1967 (5 m.) i 1969 (4 m.). W 1972 zagrała na mistrzostwach Europy seniorek (9 m.).
Ukończyła studia na Wydziale Ekonomicznym Uniwersytetu Łódzkiego i tam pracowała po zakończeniu kariery sportowej. Jej mężem jest koszykarz, olimpijczyk z 1968 Bolesław Kwiatkowski, z którym od 1981 mieszka w Australii.
W 2017 została wybrana na stanowisko prezesa Rady Naczelnej Polonii Australijskiej.